# Stehlovice
Stehlovice (en allemand : Stechlowitz, auparavant Stehlowitz) est une commune du district de Písek, dans la région de Bohême-du-Sud, en République tchèque. Sa population s'élevait à 96 habitants en 2020.

## Géographie
Stehlovice se trouve à 16 km au nord-est de Písek, à 48 km au nord-nord-ouest de České Budějovice et à 77 km au sud de Prague.
La commune est limitée par Květov et Branice au nord, par Veselíčko à l'est, par Křenovice au sud et par Jetětice à l'ouest.

## Histoire
La première mention écrite du village date de 1306.

## Transports
Par la route, Stehlovice se trouve à 8 km de Milevsko, à 20,5 km de Písek, à 57 km de České Budějovice et à 107 km de Prague.